# Nureddin al-Atassi
Noureddin Mohammed Ali al-Atassi (11 de janeiro de 1929, Homs – 3 de dezembro de 1992) (em árabe:  نور الدين بن محمد علي الأتاسي Nūr ad-Dīn Muṣṭafā al-'Atasī) foi presidente da Síria de fevereiro de 1966 a novembro de 1970.

## Carreira
Atassi era um médico por formação, e por essa competência auxiliou as forças da Argélia contra os franceses na Guerra de Independência da Argélia. Apesar de ser um ideólogo de longa data do poderoso Partido Baath, Atassi tornou-se seu secretário-geral, bem como Presidente da República em 1966. Ele foi considerado em grande parte uma figura cerimonial, com o poder real exercido pelo Secretário-Geral Adjunto, Salah Jadid. Em 1970, foi deposto juntamente com Salah Jadid em um golpe de Hafez al-Assad, o seu ministro da defesa. 

## Prisão e morte
Atassi foi posto sob prisão domiciliar sem julgamento. Em seguida, foi transferido para a prisão militar de Mezze em Damasco, onde ele viveu de 1970 a 1992. Depois de 22 anos de prisão, foi libertado e levado para a França para receber tratamento médico as expensas do governo francês. Chegou em Paris em 22 de novembro de 1992 e morreu em um hospital em dezembro de 1992.